# Steven Zweigler
Steven Zweigler (* 26. November 1966) ist ein ehemaliger deutscher Fußballspieler, der als Stürmer spielte.

## Sportliche Laufbahn
Zweigler spielte zunächst in der 2. Mannschaft der BSG Wismut Aue, mit der er 1985 den Titel in der Karl-Marx-Städter Bezirksliga gewann und nach erfolgreich absolvierter Aufstiegsrunde 1985/86 in der zweitklassigen Liga antrat. In der Spielzeit 1987/88 wurde die Offensivkraft erstmals in der DDR-Oberliga in vier Spielen sowie je einer Partie im FDGB-Pokal und im UEFA Cup eingesetzt. Nachdem Zweigler in der Vorrunde der folgenden Erstligasaison bei den Veilchen nicht zum Einsatz kam, stürmte er nach dem Liga-Rückrundenstart 1989 für die BSG Aktivist Borna. Mit seinen Mannschaftskameraden konnte er aber den Abstieg in die Bezirksliga jedoch nicht verhindern.
Im Winter 1989/90 kehrte Zweigler nach Aue und somit in die höchste DDR-Spielklasse zurück. Er wurde Teil jener Wismut-Elf, die nach 38 Spielzeiten ununterbrochener Erstligazugehörigkeit am Ende der Saison 1989/90 den bitteren Weg in die Zweitklassigkeit antreten musste. In den Spielzeiten NOFV-Liga Staffel B 1990/91 und Oberliga Nordost Staffel Süd 1991/92, die den Übergang zum gesamtdeutschen Ligensystem für die Sachsen markierten, zählte Zweigler zu den Stammspielern im Angriff des FC Wismut Aue. 1992 wechselte er zum Chemnitzer FC in die 2. Bundesliga, wo er in drei seiner vier Saisons ebenfalls als Stammkraft agierte, aber 1995/96 nicht mehr zum Einsatz kam. Im Sommer 1996 kehrte Zweigler zu seinem früheren, seit 1993 als FC Erzgebirge Aue firmierenden Verein in die Regionalliga Nordost zurück, wo der Stürmer vier Jahre in der 1. Mannschaft unter Vertrag stand. Am Ende seiner sportlichen Laufbahn lief er erneut für die 2. Mannschaft des Wismut-Nachfolgers, unter anderem in der Landesliga Sachsen, auf.